# Liste von Bild- und Fotoarchiven
Bild- und Fotoarchive für grafische und fotografische Dokumente sind:

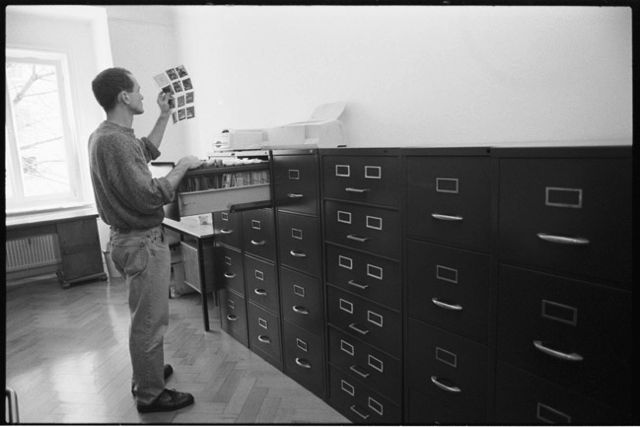
Das Fotoarchiv des Fotografen Andreas Bohnenstengel

- Bildagentur für Kunst, Kultur und Geschichte (ehemals Bildarchiv Preußischer Kulturbesitz)
- Bildarchiv der ETH-Bibliothek
- Bildarchiv der Österreichischen Nationalbibliothek
- Bildarchiv des LWL-Medienzentrums für Westfalen
- Bildarchiv Foto Marburg
- Bildarchiv im Staatsarchiv Bremen
- Bildarchiv Ostpreußen
- Bildarchiv Region Hannover
- Deutsche Fotothek
- Fotoarchiv des Landesmedienzentrums Baden-Württemberg
- Historisches Bildarchiv der Bundeswasserstraßen
- Rheinisches Bildarchiv
- Ullstein Bild
- Umbruch Bildarchiv
- Bildarchiv des Herder-Instituts für historische Ostmitteleuropaforschung